# Bagna (województwo śląskie)
Bagna – wieś (do 31.12.2012 przysiółek wsi Przystajń) w Polsce położona w województwie śląskim, w powiecie kłobuckim, w gminie Przystajń.
W latach 1975–1998 miejscowość administracyjnie należała do województwa częstochowskiego.